# Lori Cardille
Lori Ann Cardille (Pittsburgh, 1954) és una actriu i productora nord-americana, més coneguda pel seu paper a El dia dels morts (1985).

## Carrera
Els papers televisius notables de Cardille van ser Winter Austen #1 a la telenovel·la d'ABC The Edge of Night, i Carol Baker a la telenovel·la Ryan's Hope. El seu paper més destacat al cinema és Sarah a El dia dels morts de George A. Romero, pel que va guanyar el Premi a la millor actriu al XVIII Festival Internacional de Cinema Fantàstic de Sitges.

### Escriptura
És l'autora del llibre I'm Gonna Tell: ...an Offbeat Tale of Survival, que narra el seu viatge després de sobreviure a l'abús sexual.

## Vida personal
Cardille és la filla de Bill Cardille, que va actuar a la pel·lícula de George Romero La nit dels morts vivents. Va estudair actuació a la Carnegie Mellon University.
La filla de Cardille és l'actriu Kate Rogal. També té una germana, Marea.

## Filmografia

### Cinema
| Any  | Títol                                                             | Paper           | Notes      |
| ---- | ----------------------------------------------------------------- | --------------- | ---------- |
| 1985 | El dia dels morts                                                 | Sarah Bowman    |            |
| 1993 | Zombie Jamboree: The 25th Anniversary of Night of the Living Dead | Ella mateixa    | Documental |
| 1994 | No Pets                                                           | Lorraine Turner |            |
| 2008 | Dead On: The Life and Cinema of George A. Romero                  | Ella mateixa    | Documental |
| 2019 | In Search of Darkness                                             | Ella mateixa    | Documental |
| 2020 | In Search of Darkness: Part II                                    | Ella mateixa    | Documental |
| 2023 | Night of the Living Dead 2                                        | Mandy           |            |
| 2023 | The TRIP                                                          | Carol Burch     |            |

### Televisió
| Any       | Títol                                   | Paper                  | Notes                                                        |
| --------- | --------------------------------------- | ---------------------- | ------------------------------------------------------------ |
| 1975      | Ryan's Hope                             | Carol Baker            |                                                              |
| 1978–1979 | The Edge of Night                       | Winter Austen #1       |                                                              |
| 1982      | Parole                                  | Suzanne Driscoll       | Telefilm                                                     |
| 1985      | The Equalizer                           | Sarah Claxton          | Episodi: "The Distant Fire"                                  |
| 1986      | Tales from the Darkside                 | Emily McCall           | Episodi: "Florence Bravo"                                    |
| 1989      | The Incredibly Strange Film Show        | Ella mateixa           | Episodt: "George A. Romero & Tom Savini"                     |
| 1991      | Dead and Alive: The Race for Gus Farace | Agent femení           | Telefilm                                                     |
| 2016      | Doomsday                                | Detective Dara Dormand | Episodi: "Little Leaks Sink the Ship: Part II"               |
| 2019      | Stranger Things                         | Sarah                  | Imatges d'arxiu; Episodi: "Chapter One: Suzie, Do You Copy?" |